# Lysiteles okumae
Lysiteles okumae är en spindelart som beskrevs av Ono 1980. Lysiteles okumae ingår i släktet Lysiteles och familjen krabbspindlar. Inga underarter finns listade i Catalogue of Life.